# South China Morning Post
South China Morning Post (zkratkou SCMP, čínsky v českém přepisu Nan-chua cao-pao, pchin-jinem Nánhuá zǎobào, znaky zjednodušené 南华早报, tradiční 南華早報), s nedělním vydáním Sunday Morning Post, jsou anglicky psané hongkongské noviny, které vlastní společnost Alibaba Group. Byly založené v roce 1903 Sie Can-tchajem a Alfredem Cunninghamem. Současnou šéfredaktorkou je Tammy Tam. SCMP tiskne v Hongkongu papírová vydání a provozuje internetové zpravodajské stránky, které jsou v pevninské Číně blokovány.
Náklad novin je již několik let relativně stabilní: v roce 2016 činil průměrný denní náklad 100 000 výtisků. V průzkumu Čínské univerzity v Hongkongu z roku 2019 byly SCMP považován za relativně nejdůvěryhodnější placené noviny v Hongkongu.
Od roku 1986 vlastnila SCMP společnost News Corporation Ruperta Murdocha, dokud ji v roce 1993 nekoupil malajsijský realitní magnát Robert Kuok. Dne 5. dubna 2016 získala mediální majetek skupiny SCMP, včetně samotných novin, společnost Alibaba Group.
Od změny vlastníka v roce 2016 se objevily obavy ohledně redakční nezávislosti a autocenzury listu. Kritici, včetně novin The New York Times, Der Spiegel a The Atlantic, tvrdili, že noviny plní úkol propagovat tzv. čínskou měkkou sílu v zahraničí.

## Historie

### Původ

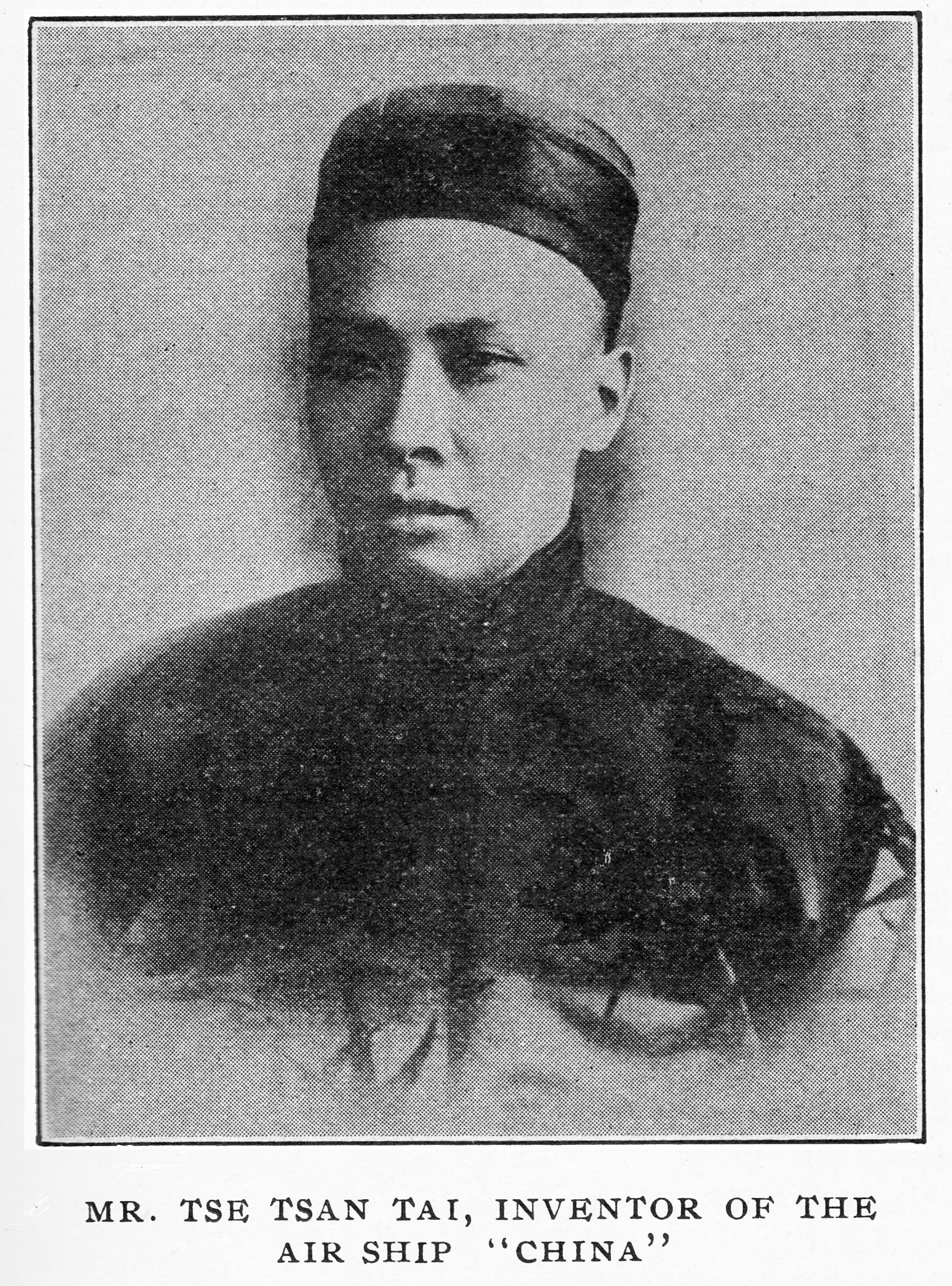
Sie Can-tchaj, zakladatel novin

South China Morning Post založili v roce 1903 protičínský revolucionář Sie Can-tchaj a britský novinář Alfred Cunningham. První číslo vyšlo 6. listopadu 1903. Účel založení SCMP je sporný, ačkoli se připisuje podpoře reformního hnutí v říši pozdních Čchingů.
První úvodníky psali hlavně britští novináři, například Cunningham, Douglas Story a Thomas Petrie, zatímco Sie přitahoval do novin obchodníky. Redakce udržovala dobré vztahy s hongkongskou vládou. V roce 1904 činil náklad novin 300 výtisků. Noviny v té době čelily konkurenci tří anglicky psaných novin: Hong Kong Daily Press, China Mail a Hong Kong Telegraph.

### 20. století
Po druhé světové válce koupila většinový podíl v novinách Hongkongská a šanghajská bankovní společnost (HSBC). V listopadu 1971 byly noviny uvedeny na hongkongskou burzu, ale v roce 1987 byly opět privatizovány poté, co je v roce 1986 koupila společnost News Corporation za 2,2 miliardy hongkongských dolarů. SCMP znovu vstoupilo na burzu až v roce 1990.
Čtení SCMP bylo ve 20. století označováno za symbol statusu, kdy noviny zastupovaly zájmy hongkongských elit a britské vlády. Redaktoři SCMP se účastnili pravidelných schůzek v Domě vlády za účelem zveřejnění informací, jejichž cílem bylo ovlivnit veřejné mínění, a dostávali obchodní informace od HSBC.
Po většinu devadesátých let byl SCMP nejziskovějším deníkem na světě. V roce 1993 přesáhl denní náklad SCMP 100 tisíc výtisků a od poloviny roku 1992 do poloviny roku 1993 vykázal zisk 586 milionů hongkongských dolarů.
V září 1993 jednal Murdoch o prodeji svého padesátiprocentního podílu v SCMP v rámci plánu na zvýšení investic News Corporation v asijském elektronickém mediálním průmyslu. News Corporation poté oznámila, že prodá 34,9% podíl za 375 milionů dolarů společnosti Kerry Media malajského podnikatele a realitního magnáta Roberta Kuoka.
Kuokův syn Kuok Khoon Ean převzal koncem roku 1997 funkci předsedy představenstva. Dne 1. ledna 2009 byla generální ředitelkou jmenována Kuokova sestra Kuok Hui Kwong. V září 2007 Kuok učinil všeobecnou nabídku na koupi zbývajících akcií a zvýšil svůj podíl na 74 % za 209 milionů dolarů.

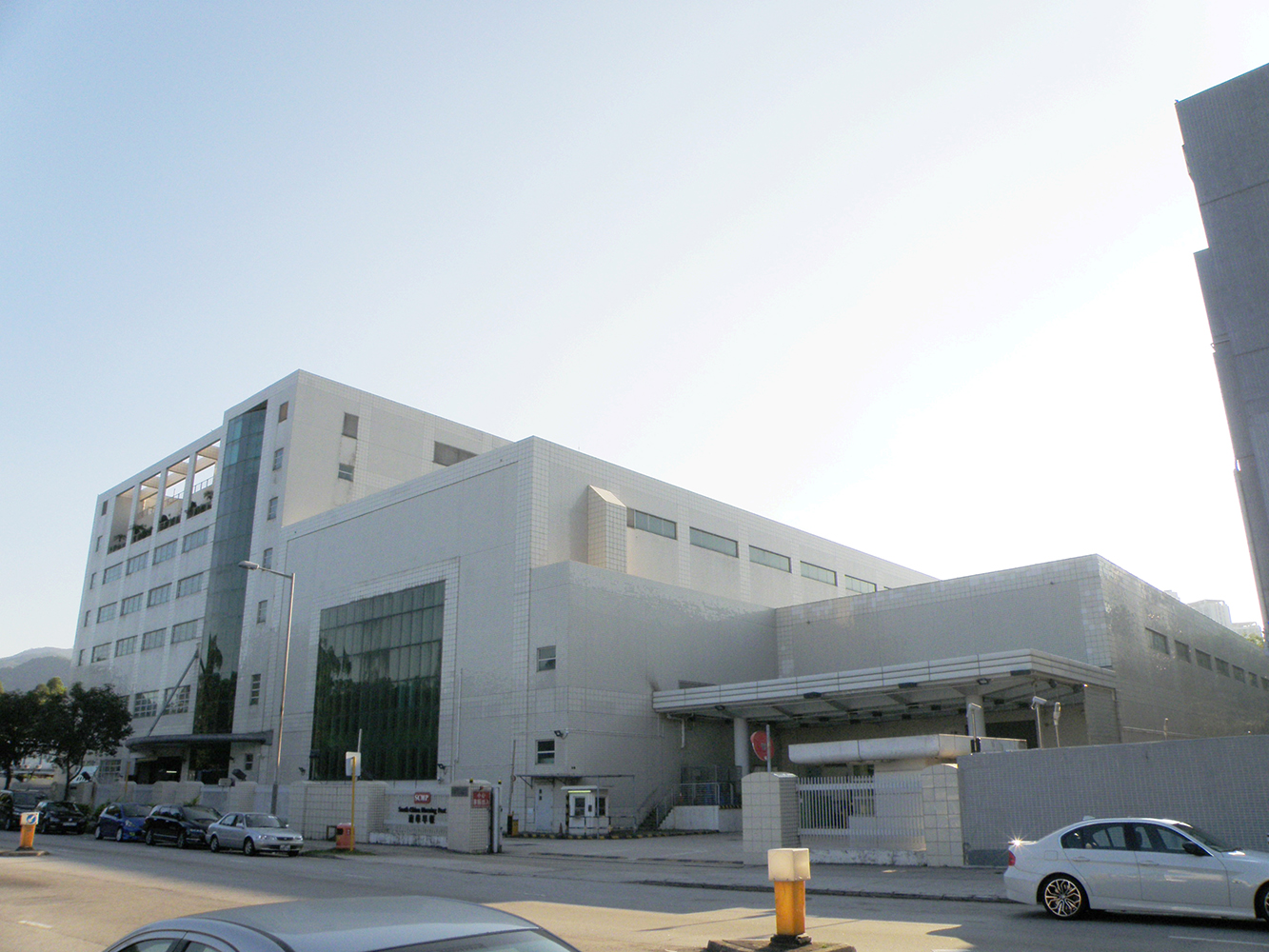
Sídlo novin v roce 2015

### 21. století
Jonathan Fenby byl redaktorem až do roku 1999, kdy jej nahradil Robert Keatley z The Wall Street Journal, který se stal prozatímním redaktorem. Mark Ländler z The New York Times napsal, že za Fenbyho působení byl SCMP „ostře kritický vůči hongkongské vládě“ a že právě to mohlo být důvodem Fenbyho výměny. V letech 2000 až 2011 se v SCMP vystřídalo deset redaktorů. V únoru 2006 byl na pozici šéfredaktora přijat Mark Clifford, který byl v letech 2004 až 2006 šéfredaktorem deníku The Standard. Clifford si s sebou přivedl několik zaměstnanců z deníku The Standard, včetně šéfredaktora obchodní sekce Stuarta Jacksona, který odešel po sedmi bouřlivých měsících. Řídil kontroverzní propuštění několika novinářů kvůli internímu žertu a sám nakonec rezignoval s účinností k 1. dubnu 2007.
Během neúspěšného pokusu společnosti Alibaba o primární nabídku akcií na hongkongské burze publikovaly noviny texty zpochybňující obchodní praktiky platformy, včetně incidentů týkajících se padělaného zboží. Dne 11. prosince 2015 společnost Alibaba Group oznámila, že za 2 miliardy hongkongských dolarů převezme mediální aktiva skupiny SCMP, včetně samotných novin.
Vlastnictví SCMP společností Alibaba vyvolalo obavy, že se noviny stanou hlásnou troubou ústřední lidové vlády. Mezi možné motivy akvizice Alibaba patřila snaha o to, aby mediální pokrytí Číny bylo „spravedlivé a přesné“ a nebylo v optice západních zpravodajských médií. Společnost uvedla, že redakční nezávislost novin bude zachována.
Akvizice ze strany Alibaby byla dokončena 5. dubna 2016. Po akvizici noviny zrušily paywall na svých webových stránkách, ale v červenci 2020 oznámily, že se v srpnu 2020 vrátí k modelu předplatného.
Podle průzkumu veřejnosti z roku 2016, který provedlo Centrum pro komunikaci a průzkum veřejného mínění při Čínské univerzitě v Hongkongu, získaly SCMP hodnocení důvěryhodnosti 6,54, což je nejvyšší hodnocení důvěryhodnosti mezi různými placenými novinami v Hongkongu.
V březnu 2021 bylo oznámeno, že čínská vláda tlačí na společnost Alibaba, aby SCMP prodala, a to kvůli obavám z vlivu společnosti na veřejné mínění v Hongkongu. Kritici tvrdí, že cílem je přesunout noviny pod vlastnictví čínské státní firmy nebo s ní spojeného miliardáře, čímž by se dostaly pod vliv Komunistické strany Číny. V uniklé interní zprávě z listopadu 2021 generální ředitel SCMP Gary Liu popřel, že by se na jakémkoli prodeji pracovalo.

## Formát
Tištěná verze SCMP má formát broadsheetu a je rozdělena na části hlavní zprávy, rubriky Město, Sport, Obchod, Inzerce, Nemovitosti (středa), Dostihy (středa), Technika (úterý), Vzdělávání (sobota), časopis Styl (každý první pátek v měsíci). Nedělní vydání obsahuje rubriky Hlavní zprávy, Recenze, Magazín, Dostihy, Adresář služeb a „Young Post“, rubriku určenou mladším čtenářům.
Dne 26. března 2007 se SCMP dočkal faceliftu s novým vzhledem a fonty, další redesign proběhl v roce 2011.